# Matt Martin (musicien)
Pour les articles homonymes, voir Matt Martin.
Matt Martin est un batteur anglais.

## Biographie
Il a collaboré avec le groupe Archive entre 1999 et 2001, notamment sur l'album Take My Head.
SMiley lui a depuis succédé.